# 1980년 하계 패럴림픽
1980년 하계 패럴림픽(영어: 1980 Summer Paralympics, VI Paralympic Games, 네덜란드어: Paralympische Zomerspelen 1980)은 1980년 6월 21일부터 6월 30일까지 15일간 개최된 하계 패럴림픽이다.
원래는 1980년 모스크바 하계 올림픽 개최국인 소련에서 개최하기로 되어 있었으나, 소련의 거절로 네덜란드 아른험에서 개최하게 되었다. 총 42개국에서 2,556명의 선수단이 참가하였는데, 뇌성마비 장애인이 처음으로 출전해 이 대회 때부터 비로소 4개 유형의 장애인을 망라한 대회로 자리를 잡았다.

## 참가국
1980년 하계 패럴림픽에 참가한 국가는 총 42개국이다. 남아프리카 공화국은 아파르트헤이트 정책으로 인해 참가가 금지되었다. 아이슬란드, 쿠웨이트, 수단 3개국이 처음으로 하계 패럴림픽에 참가하였다.
| - 아르헨티나 - 오스트레일리아 - 오스트리아 - 바하마 - 벨기에 - 브라질 - 캐나다 - 콜롬비아 - 체코슬로바키아 - 덴마크 - 이집트 - 에티오피아 - 핀란드 - 프랑스 | - 영국 - 그리스 - 홍콩 - 아이슬란드 - 인도네시아 - 아일랜드 - 이스라엘 - 이탈리아 - 자메이카 - 일본 - 케냐 - 쿠웨이트 - 룩셈부르크 - 몰타 | - 멕시코 - 네덜란드 (개최국) - 뉴질랜드 - 노르웨이 - 폴란드 - 대한민국 - 스페인 - 수단 - 스웨덴 - 스위스 - 미국 - 서독 - 유고슬라비아 - 짐바브웨 |

## 개최 종목
- 골볼
- 농구
- 다트체리
- 레슬링
- 론볼
- 배구
- 사격
- 수영
- 양궁
- 역도
- 육상
- 탁구
- 펜싱

## 메달 집계
| 순위 | 국가           | 금메달 | 은메달 | 동메달 | 합계 |
| ---- | -------------- | ------ | ------ | ------ | ---- |
| 1    | 미국           | 75     | 66     | 54     | 195  |
| 2    | 폴란드         | 75     | 50     | 52     | 177  |
| 3    | 서독           | 68     | 48     | 46     | 162  |
| 4    | 캐나다         | 64     | 35     | 31     | 130  |
| 5    | 영국           | 47     | 32     | 21     | 100  |
| 6    | 네덜란드       | 33     | 31     | 36     | 100  |
| 7    | 스웨덴         | 31     | 36     | 24     | 91   |
| 8    | 프랑스         | 28     | 26     | 31     | 85   |
| 9    | 멕시코         | 20     | 16     | 6      | 42   |
| 10   | 노르웨이       | 15     | 13     | 8      | 36   |
| 11   | 오스트리아     | 14     | 23     | 8      | 45   |
| 12   | 이스라엘       | 13     | 18     | 15     | 46   |
| 13   | 벨기에         | 13     | 12     | 17     | 42   |
| 14   | 오스트레일리아 | 12     | 21     | 22     | 55   |
| 15   | 스위스         | 9      | 10     | 10     | 29   |
| 16   | 일본           | 9      | 10     | 7      | 26   |
| 17   | 핀란드         | 8      | 19     | 13     | 40   |
| 18   | 자메이카       | 7      | 7      | 5      | 19   |
| 19   | 뉴질랜드       | 7      | 6      | 6      | 19   |
| 20   | 이탈리아       | 6      | 5      | 9      | 20   |
| 21   | 덴마크         | 6      | 4      | 7      | 17   |
| 22   | 이집트         | 4      | 7      | 3      | 14   |
| 23   | 유고슬라비아   | 4      | 5      | 9      | 18   |
| 24   | 아르헨티나     | 4      | 5      | 6      | 15   |
| 25   | 아일랜드       | 4      | 2      | 11     | 17   |
| 26   | 대한민국       | 2      | 2      | 1      | 5    |
| 26   | 쿠웨이트       | 2      | 2      | 1      | 5    |
| 28   | 인도네시아     | 2      | 0      | 4      | 6    |
| 29   | 스페인         | 1      | 13     | 9      | 23   |
| 30   | 케냐           | 1      | 2      | 0      | 3    |
| 31   | 콜롬비아       | 1      | 0      | 1      | 2    |
| 31   | 아이슬란드     | 1      | 0      | 1      | 2    |
| 33   | 수단           | 1      | 0      | 0      | 1    |
| 34   | 짐바브웨       | 0      | 8      | 4      | 12   |
| 35   | 바하마         | 0      | 1      | 2      | 3    |
| 35   | 홍콩           | 0      | 1      | 2      | 3    |
| 37   | 체코슬로바키아 | 0      | 1      | 1      | 2    |
| 38   | 그리스         | 0      | 0      | 1      | 1    |
| 38   | 룩셈부르크     | 0      | 0      | 1      | 1    |
| 38   | 몰타           | 0      | 0      | 1      | 1    |
| 41   | 브라질         | 0      | 0      | 0      | 0    |
| 41   | 에티오피아     | 0      | 0      | 0      | 0    |
| 합계 | 합계           | 587    | 537    | 486    | 1610 |

| 하계 패럴림픽 |                                  |                        |
| 이전 대회     | 1980년 하계 패럴림픽 아른험 1980 | 다음 대회              |
| 토론토 1976   | 1980년 하계 패럴림픽 아른험 1980 | 뉴욕-스토크맨더빌 1984 |

## 같이 보기
- 1980년 하계 올림픽
- 1980년 동계 패럴림픽